# Динамо (футбольний клуб, Воронеж)
Футбольний клуб «Динамо» (Воронеж) або просто «Динамо» (рос. Футбольный клуб Динамо (Воронеж))  — російський футбольний клуб з міста Воронеж.

## Хронологія назв
- 1925—2007, 2009—2010 — «Динамо»
- 2008 — «Динамо-Воронеж»

## Історія
Клуб заснований 1925 року. Брав участь у чемпіонатах СРСР: 1937 року в групі «Д», 1946 року — у групі III (центральна зона РРФСР), 1949 року — у групі II (1-а зона РРФСР),; у кубку СРСР: у розіграшах 1936, 1937, 1938, 1939 та 1949 років. Найвище досягнення в чемпіонаті — 4-е місце в 1946 році, у кубку — вихід в 1/8 фіналу в 1939 році (поразка 0:3 від «Пахтакора» Ташкент), в інших сезонах кубку команда вибула з боротьби після матчів з московським «Спартаком» (0:2 — 1936), харківським «Спартаком» (0:1, д. ч. — 1937), московським «Сталінцем» (0:4 — 1938) та ЦБЧА (0:7, 1949) — всі вище вказані матчі проходили на воронезькому стадіоні «Динамо».
Також грав у змаганнях КФК РРФСР і в турнірах регіонального (обласного) рівня. У 1939 році виграв Кубок РРФСР серед команд КФК. 7-кратний чемпіон Воронезької області (1938, 1939, 1946, 1947, 1951, 1956, 1957), 2-разовий срібний призер чемпіонату (1962, 1968) та 5-кратний — бронзовий (1940, 1958, 1959, 1967, 1971). 3-разовий володар кубку Воронезької області (1950, 1951, 1954).
У російський період новостворений на початку нульових клуб виступав у першості Аматорської футбольної ліги, МОА «Чернозем'я» (в сезонах 2004 і 2005 років). У 2004 році посів 3-є місце в зоні «Чернозем'я», а в 2005 році виграв зональну першість, у фінальному турнірі переможців зон зайняв 4-е місце.
Наступні 3 сезони клуб провів у Другому дивізіоні (зона «Центр»). І якщо спочатку команда комплектувалася в основному місцевими вихованцями (у сезоні 2006 року зайняла 12-е місце, а наступного — 8-е), то напередодні старту сезону 2008 до клубу запросили групу іногородніх футболістів, ставилося завдання виходу в Перший дивізіон, але виконати цез завдання клуб не зміг, посівши 6-е місце. У Кубку Росії в першому для себе сезоні команда вибула вже в першому ж раунді, наступного року вийшла до другого раунду, а в 2008 році, вибивши з боротьби ФЦШ-73 (Воронеж) — 1:1, пен. 8:7 та «Локомотив» (Лиски) — 1:0, дісталася до 1/64 фіналу, де поступилася курського «Авангарду» — 0:2.
З 2007 року (після того як «Факела» виключили з членів Професійної футбольної ліги) команда отримала підтримку обласної влади, які мали намір зробити ставку на «Динамо» в справі відродження воронезького футболу. Однак в подальшому ситуація стала розвиватися по-іншому. Після закінчення сезону 2008 року керівництвом клубу було прийнято рішення відмовитися від участі в змаганнях ПФЛ у зв'язку з об'єднанням з іншою воронезької командою, яка брала участь у Другому дивізіоні 2008 — ФЦШ-73. Об'єднана команда отримала назву «Факел-Воронеж». Її основу склали вихованці академії Валерія Шмарова з ФЦШ-73, а «Динамо» перейшло на аматорський рівень.
У сезоні 2009 року, виступаючи в одному турнірі (першість зони «Чорнозем'я» ЛФЛ) з «Факелом-Воронежем-2» і другою командою воронезького клубу ФСА, команда посіла 6-е місце (одразу після другої команди «Факела-Воронежа») та виграла Кубок федерації футболу «Чорнозем'я».
У 2010 році після заключного матчу першого кола першості команда знялася зі змагань. Причини зняття команди — невиконання завдання та фінансові проблеми.

## Академія
Існує дитяча футбольна академія «Динамо» Воронеж — центр індивідуальної підготовки кваліфікованих футболістів.

## Відомі гравці
- Радік Ямліханов
- Ігор Сімутенков